# Maddenze
Maddenze of Maddens is een niet nader gelokaliseerd verdwenen kerkdorp in Het Hogeland, dat wordt genoemd in een lijst van kerspelen van de proostdij Leens uit ongeveer 1475 (inkomsten bisdom Munster).
Door sommigen wordt deze plaats gedacht gelegen te hebben in de Kerkvoogdijpolder ten westen van het dorp Vierhuizen. Meer bepaald het Uitland (van Zoutkamp); vóór 1969 een stuk buitendijks kwelderland. Volgens overleveringen zou de vroegere losstaande kerktoren van Vierhuizen gebouwd zijn met stenen uit Maddenze. Volgens de 17e-eeuwse geschiedschrijver Pier Winsemius zou zich nog in de 14e eeuw 'up het Uthland' een 'groet en starck slot' hebben gestaan om de monding van de Hunze te beheersen. In de loop der eeuwen werden er veel sporen van vroegere bewoning aangetroffen (paalwerk en turfputten), zodat werd gedacht dat er vroeger nog een bedijking achter de 'Panser uterdiek' Panserpolder moet hebben gelegen en sommigen zelfs dachten dat er een dorp met de naam Uitland zou hebben gestaan. In 1970 werd vier meter uit de dijk van de Kerkvoogdijpolder een grote steen met resten van specie gevonden. Door het Biologisch-archeologisch Centrum van de Rijksuniversiteit Groningen werden dat jaar vervolgens aardewerkscherven uit de 4e of 5e eeuw aangetroffen. Op dezelfde plek stond zeker nog rond 1580 een boerderij, maar in de kerspellijst van 1559 komt de naam Maddenze niet meer voor. Mogelijk werd de plaats net als bijvoorbeeld het Friese Wangrom rond 1500 overslibt. Het is echter allerminst zeker of er ooit een dorp op het Uitland heeft gelegen en of deze in verband stond met de naam Maddenze.